# Stefana Veljković
Stefana Veljković (Jagodina, 9 gennaio 1990) è un'ex pallavolista serba, di ruolo centrale.

## Carriera

### Club
La carriera di Stefana Veljković inizia nelle giovanili dello Jagodina, squadra della sua città natale. Nel 2004 fa il suo esordio da professionista in Prima Divisione, con la maglia del Poštar. Nelle quattro stagioni trascorse al Poštar, si aggiudica una volta il campionato serbo-montenegrino, due volte la Coppa di Serbia e Montenegro, due volte il campionato serbo e due volte la Coppa di Serbia.
Nel 2008 viene ingaggiata dalla Stella Rossa: il sodalizio dura per due stagioni, in cui vince nuovamente campionato e coppa nazionale, disputando anche la finale della Coppa CEV 2009-10, in cui viene premiata per il miglior servizio.
Nella stagione 2010-11, viene ingaggiata in Italia dall'Asystel di Novara, dove milita per un biennio; nella stagione 2012-13, a seguito della chiusura della squadra novarese, passa al Villa Cortese.
Nell'annata 2013-14 veste la maglia del Galatasaray, militante nella Voleybol 1. Ligi turca, mentre nella stagione successiva va a giocare nel Chemik Police, nella Liga Siatkówki Kobiet polacca, aggiudicandosi due Supercoppe polacche, quattro scudetti e due Coppe di Polonia.
Nel campionato 2018-19 torna a Novara, vestendo in questo caso la maglia dell'AGIL, sempre in Serie A1, conquistando la Coppa Italia 2018-19 e la Champions League 2018-19. Dopo un biennio nel club piemontese, nell'estate 2020 annuncia la propria gravidanza, sospendendo conseguentemente l'attività agonistica.

### Nazionale
Nel 2007 vince la medaglia d'argento al campionato europeo under 18, venendo anche premiata come MVP, e viene anche convocata per la prima volta in nazionale maggiore. Due anni dopo vince la medaglia d'argento alla XXV Universiade, mentre nel 2010 si aggiudica la medaglia d'oro alla European League.
Nel 2013 vince la medaglia di bronzo al World Grand Prix e nel 2015 quella d'argento alla Coppa del Mondo e quella di bronzo al campionato europeo; nel 2016 si aggiudica la medaglia d'argento ai Giochi della XXXI Olimpiade, nel 2017 quella di bronzo al World Grand Prix e d'oro al campionato europeo, bissata nell'edizione 2019, e nel 2018 quella d'oro al campionato mondiale. Rientra in campo nell'estate 2021 per partecipare al campionato europeo, con cui vince la medaglia d'argento.

## Palmarès

### Club
- Campionato serbo-montenegrino: 1

2005-06
- Campionato serbo: 3

2006-07, 2007-08, 2009-10
- Campionato polacco: 4

2014-15, 2015-16, 2016-17, 2017-18
- Coppa di Serbia e Montenegro: 2

2004-05, 2005-06
- Coppa di Serbia: 3

2006-07, 2007-08, 2009-10
- Coppa di Polonia: 2

2015-16, 2016-17
- Coppa Italia: 1

2018-19
- Supercoppa polacca: 2

2014, 2015
- Champions League: 1

2018-19

### Nazionale (competizioni minori)
- Campionato europeo under 18 2007
- Universiade 2009
- European League 2010

### Premi individuali
- 2007 - Campionato europeo Under-18: MVP
- 2010 - Coppa CEV: Miglior servizio
- 2016 - Coppa di Polonia: MVP
- 2017 - Coppa di Polonia: Miglior muro
- 2017 - Campionato europeo: Miglior centrale